# Élodie Maurot
Élodie Maurot, née en 1975 à Paris, est une journaliste française, qui travaille au service culture du quotidien La Croix. 

## Biographie
Diplômée de l'Institut d'études politiques de Paris et titulaire d'une licence de théologie obtenue au Centre Sèvres, elle rejoint rapidement le quotidien La Croix, où elle s’intéresse aux sujets culturels et de société. 
Elle cosigne dans le 27 mars 2017 une notice sur la notion de solidarité avec le président de l'observatoire des inégalités Louis Maurin intitulée  « notre culture de la solidarité est un sentiment très fort ». Elle traite le sujet plus en tant que journaliste d'opinion que journaliste économique dans la mesure où elle s’intéresse au ressentiment d’inégalité en France et non des causes structurelles.
Elle intervient régulièrement eux mercredis des Bernardins sur l'éthique médicale. Elle est par ailleurs membre de l'association des journalistes du patrimoine.

## Spiritualité jésuite
Elle est proche d'un bon nombre d'intellectuels catholiques de la spiritualité jésuite, ordre fondé au XVIe siècle par le noble espagnol Saint Ignace de Loyola, où elle rédige entre autres les carnets de théologie résiliente. Celle-ci est une branche nouvelle de la théologie dogmatique d'inspiration jésuite née de la rencontre des études psychopathologiques cliniques et de la théologie dogmatique. Le livre qui inaugure ce nouveau champ de recherche théologale est le livre L'Autre Dieu de Marion Muller-Colard.
Elle est membre du comité de rédaction des revues Études et Christus.

## Auteur jeunesse de spiritualité
Élodie Maurot est un auteur jeunesse de spiritualité catholique centrée sur la Bible et les sacrements particulièrement abondante. Elle a rédigé pas moins de six livres entre 2016 et 2020. Elle a un style catéchétique par individualisation de la foi qui reprend la doctrine du philosophe canadien Charles Taylor, dont elle fait écho dans la revue jésuite Christus en octobre 2012 dans un article « Refaire la vie ».

### Littérature jeunesse
- Jésus et la confiance (2020)
- Le bon berger (2019)
- Jésus et l'accueil (2019)
- La Bible (2019)
- C'est quoi, être chrétien ? (2018)
- Le baptême, c'est quoi ? (2017)
- Je prépare mon baptême (2016)

### Littérature adulte
- Avec Luc Ferry, Les lumières de la religion entretien avec Élodie Maurot, édition Bayard, collection philosophie, octobre 2003[15].

### Article de presse
- Guerre en Ukraine : « Chez Poutine, la cruauté et la virilité vont ensemble » : entretien avec l'anthropologue Véronique Nahoum-Grappe au sujet des violences de guerre menées contre les civils par le président Poutine au cours de l’invasion de l'Ukraine par la Russie (11 avril 2022, La Croix).

## Note et référence
1. ↑  « Livres de Elodie Maurot. - Babelio.com », sur babelio.com (consulté le 18 août 2020).
2. ↑  « ELODIE MAUROT », sur Bayard Editions (consulté le 18 août 2020).
3. ↑  Encyclopædia Universalis, « SOLIDARITÉ SOCIALE », sur Encyclopædia Universalis (consulté le 20 août 2020).
4. ↑  Louis Maurin, « rubrique l'observatoire des inégalités état des lieux », sur cairn.info, avril 2008 (consulté le 20 août 2020).
5. 1 2  « Louis Maurin : « Notre culture de la solidarité est un ciment très fort » », La Croix,‎ 27 mars 2017 (ISSN 0242-6056, lire en ligne, consulté le 18 août 2020).
6. ↑  Encyclopædia Universalis, « PRESSE - Journalisme et journalistes », sur Encyclopædia Universalis (consulté le 20 août 2020).
7. ↑  Encyclopædia Universalis, « BIOÉTHIQUE ou ÉTHIQUE BIOMÉDICALE », sur Encyclopædia Universalis (consulté le 20 août 2020).
8. ↑  « Historique des activités de l'AJP »(Archive.org • Wikiwix • Archive.is • Google • Que faire ?), sur journalistes-patrimoine.org, 25 octobre 2018 (consulté le 18 août 2020).
9. ↑  Encyclopædia Universalis, « JÉSUITES ou COMPAGNIE DE JÉSUS », sur Encyclopædia Universalis (consulté le 20 août 2020).
10. ↑  « Elodie Maurot », sur Revue Études - Culture contemporaine (consulté le 18 août 2020).
11. 1 2  Jürgen Mettepenningen, « L'Essai de Louis Charlier (1938). Une contribution à la nouvelle théologie », Revue théologique de Louvain, vol. 39, no 2,‎ janvier 2008, p. 211–232 (ISSN 0080-2654 et 1783-8401, DOI 10.2143/RTL.39.2.2029565, lire en ligne, consulté le 20 août 2020)
12. ↑  « Théologie résiliente », sur Revue Études - Culture contemporaine (consulté le 18 août 2020).
13. ↑  Encyclopædia Universalis, « CHARLES TAYLOR », sur Encyclopædia Universalis (consulté le 20 août 2020).
14. ↑  « Refaire sa vie », sur Revue Christus (consulté le 18 août 2020).
15. ↑  Ophélie Démons, « La religion en place publique », sur laviedesidees.fr, 2016 (consulté le 20 août 2020).